# Urlândia
Urlândia  es un barrio del distrito de Sede, en el municipio de Santa Maria, en el estado brasileño de Río Grande del Sur. Está situado en el sur de Santa Maria.

## Villas
El barrio contiene las siguientes villas: Parque Residencial São Carlos, Urlândia, Vila Formosa, Vila Santos, Vila Tropical, Vila Urlândia.
| Noroeste: Renascença Juscelino Kubitschek | Norte: Duque de Caxias / Uglione | Nordeste: Uglione Nossa Senhora Medianeira Dom Antônio Reis |
| Oeste: São Valentim                       |                                  | Este: Dom Antônio Reis                                      |
| Suroeste: São Valentim                    | Sur: Lorenzi                     | Sureste: Dom Antônio Reis Tomazetti Lorenzi                 |